# سیب جاناتان

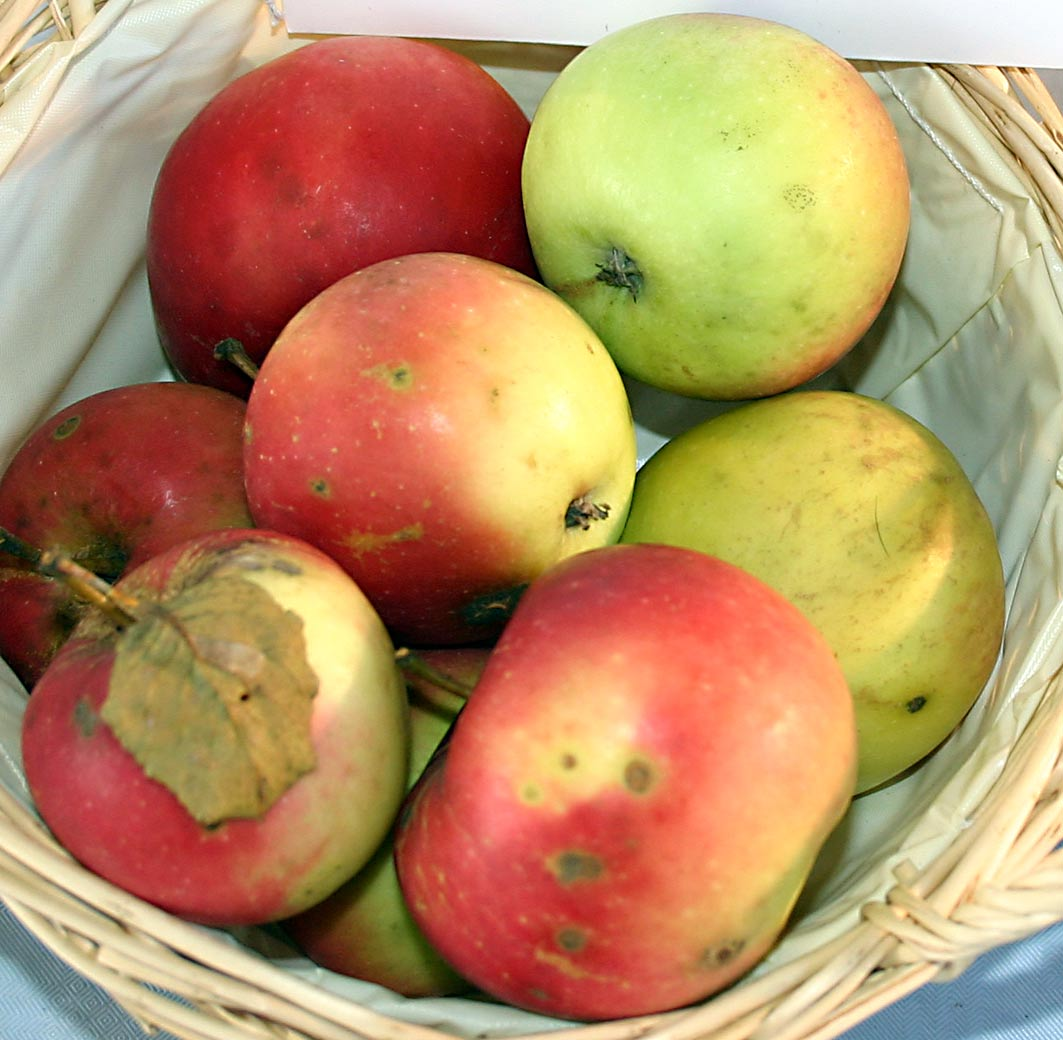

سیب جاناتان یک سیب با اندازه متوسط و شیرین است. ارتباط خیلی نزدیکی با سیب اسپوس اشپیتسبرگ دارد. براساس نوشته وب سایت اتحادیه سیب ایالات متحده آمریکا این سیب یکی از ۱۵ رقم سیب معروف ایالات متحده است.

## حساسیت به بیماری
- لکه سیاه سیب: بالا[۲]
- سفیدک سطحی سیب: بالا
- زنگ سیب: بالا
- آتشک : بالا